# Douglas, Georgia
Douglas är en stad (city) i Coffee County, i delstaten Georgia, USA. Enligt United States Census Bureau har staden en folkmängd på 11 542 invånare (2011) och en landarea på 34,7 km². Douglas är huvudort i Coffee County.